# Rue de la Tacherie
La rue de la Tacherie est une voie du 4e arrondissement de Paris, en France.

## Situation et accès

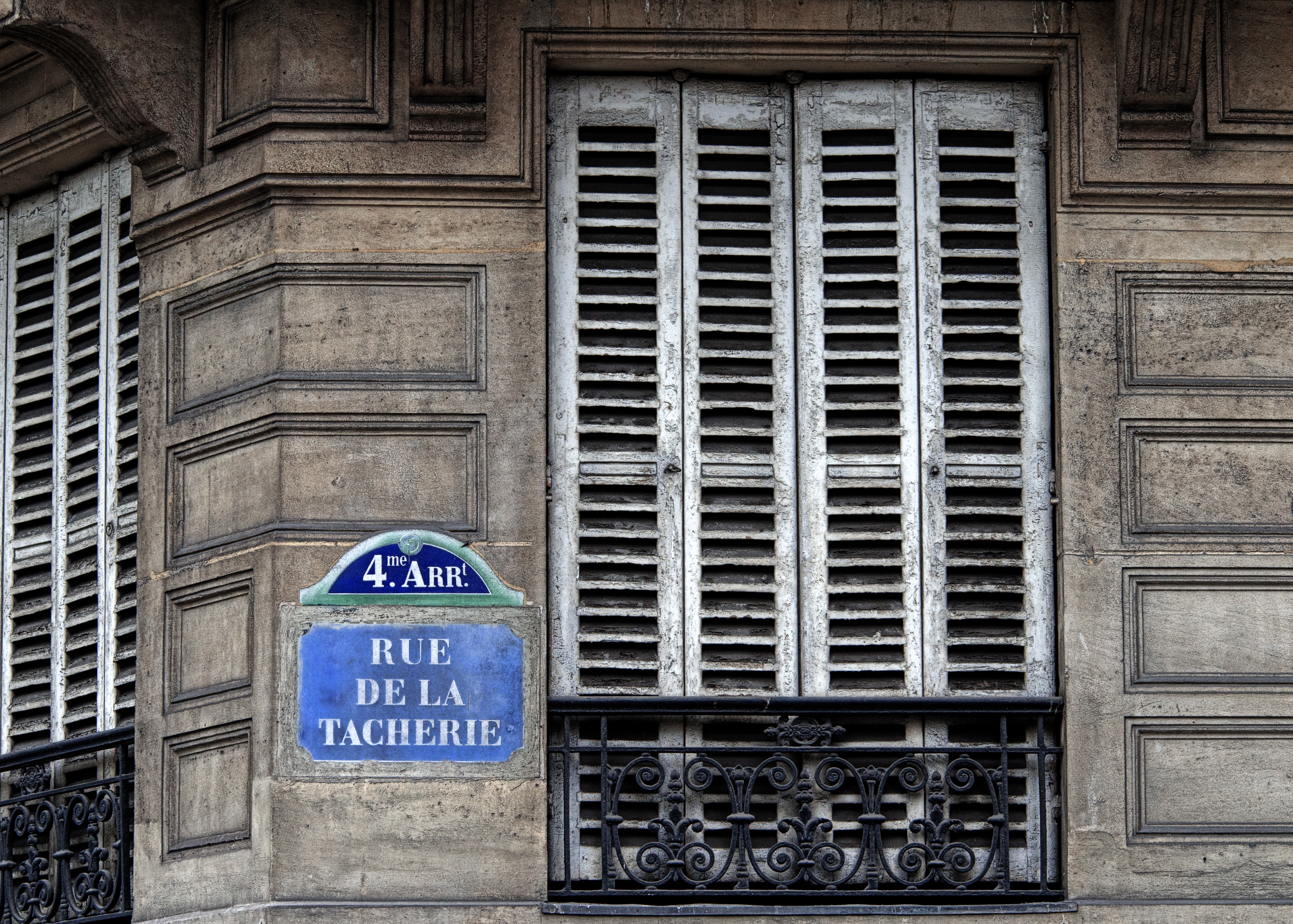
Plaque de rue.

Actuellement, la rue de la Tacherie d'une longueur de 140 mètres est située dans le 4e arrondissement, quartier Saint-Merri et commence au 6, quai de Gesvres et termine au 35, rue de Rivoli.
Le quartier est desservi par les lignes 1 et 11 à la station Hôtel de Ville.

## Origine du nom
Selon Jacques Hillairet dans son Dictionnaire historique des rues de Paris, son nom est « une corruption de celui de “l'Attacherie”, dû aux “attachiers” ou faiseurs d'agrafes qui l'habitaient ».

## Historique
Dans les lettres de l'Official de Paris, en 1261, cette voie est appelée « rue de la Juiverie » et « rue de la Juiverie-Saint-Bon », à cause du voisinage de la chapelle Saint-Bon.
Il y avait alors dans cette rue une synagogue que Philippe le Bel, après l'expulsion des Juifs, donna en 1307 à un de ses valets nommé Pruvin. Elle fut alors appelée « rue de la Veille-Juiverie » parce qu'elle avait été anciennement habitée par des Juifs. 
Les Juifs ayant été chassés sous le règne de Philippe le Bel, on lui donna, dès la fin du XIIIe siècle le nom de « rue de la Tacherie ».
Elle est citée dans Le Dit des rues de Paris, de Guillot de Paris, sous le nom « rue de la Tacherie ».
Elle est citée sous le nom de « rue de la Tacherie » dans un manuscrit de 1636.
Une décision ministérielle du 15 floréal an V (4 mai 1797) signée Bénézech fixe la moindre largeur de cette voie publique à 6 mètres. Cette moindre largeur est portée à 10 mètres, en vertu d'une ordonnance royale du 22 mai 1837.
Au XIXe siècle, la rue de la Tacherie, d'une longueur de 77 mètres, qui était située dans l'ancien 7e arrondissement, quartier des Arcis, commençait aux 22-24, rue de la Coutellerie et finissait aux 21-23, rue Jean-Pain-Mollet.
Les numéros de la rue étaient noirs. Le dernier numéro impair était le no 15 et le dernier numéro pair était le no 16.
Refaite en 1853, entre la rue de Rivoli et l'avenue Victoria, elle est prolongée jusqu'au quai de Gesvres l'année suivante.

## Bâtiments remarquables et lieux de mémoire
- Nos 12-14 : emplacement de l'ancienne impasse Saint-Benoît désormais disparue.